# Цау
Цау или Цао (англ. Tsau) — сельский населённый пункт на северо-западе Ботсваны, на территории Северо-Западного округа.

## Географическое положение
Населённый пункт находится в южной части округа, на расстоянии приблизительно 605 километров к северо-западу от столицы страны Габороне. Абсолютная высота — 958 метров над уровнем моря.

## Население
По данным официальной переписи 2001 года численность населения составляла 1290 человек.
Динамика численности населения Цау по годам:
| 2001 | 2013 |
| ---- | ---- |
| 1290 | 1728 |

## Транспорт
Ближайший аэропорт расположен вблизи деревни Гумаре.